# Szelomo Ben Ammi

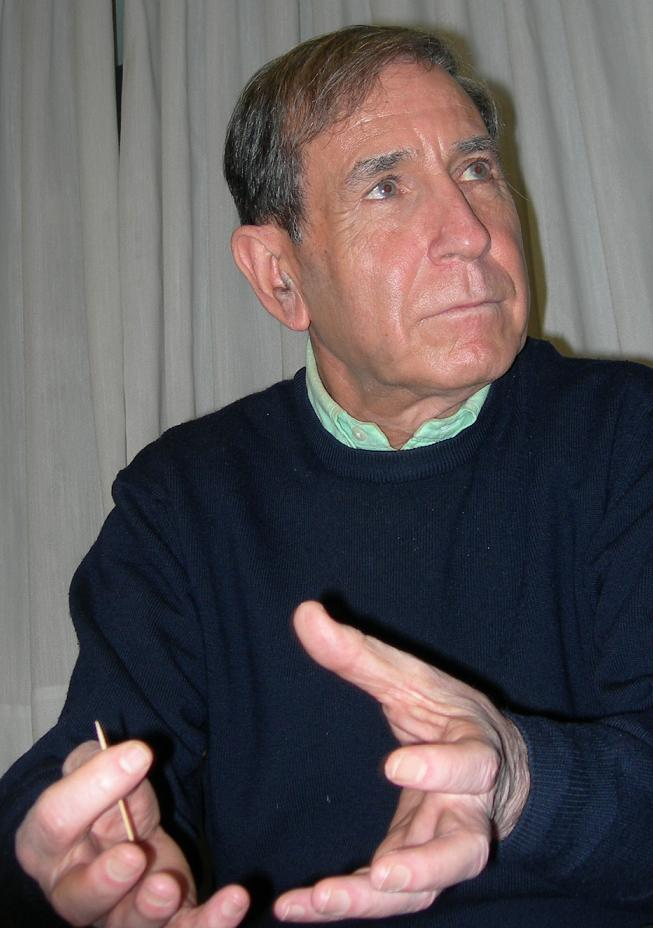
Szelomo Ben Ammi (2006)

Szelomo Ben Ammi (hebr.: שלמה בן עמי, ang.: Shlomo Ben-Ami, ur. 17 lipca 1943 w Tangerze) – izraelski historyk, dyplomata i polityk. W latach 1999–2001 minister bezpieczeństwa wewnętrznego, w latach 2000–2001 minister spraw zagranicznych Izraela. W latach 1996–2002 poseł do Knesetu z list Partii Pracy, a następnie lewicowej koalicji Jeden Izrael.

## Życiorys

### Młodość
Urodził się 17 lipca 1943 w Tangerze w ówczesnym francuskim Maroko. W 1955 wyemigrował wraz z rodziną do Izraela. Służbę wojskową odbywał w brygadzie Golani, wojsko opuścił w stopniu sierżanta.

### Kariera naukowa
Na Uniwersytecie Telawiwskim uzyskał bakalaureat oraz Master of Arts z historii i literatury hebrajskiej, następnie kontynuował studia na Uniwersytecie Oksfordzkim w St Antony’s College zdobywając tytuł doktorski (Ph.D).
Poświęcił się karierze naukowej, pracował jako wykładowca. W latach 1978–1990 opublikował pięć książek naukowych, przede wszystkim na temat hiszpańskiego i włoskiego faszyzmu. W latach 1980–1982 był profesorem wizytującym w St Antony’s College. Od 1982 do 1986 kierował Wydziałem Historii Uniwersytetu Telawiwskiego. W 1986 został profesorem. W 1992 był profesorem wizytującym w Woodrow Wilson International Center for Scholars w Waszyngtonie. W 1993 stworzył, a następnie do 1996 stał na czele, The Curiel Center for International Studies na Uniwersytecie Telawiwskim.

### Kariera dyplomatyczna
W 1987 został pierwszym ambasadorem Izraela w Hiszpanii, pełnił tę funkcję do grudnia 1991. Był w tym czasie członkiem izraelskiej delegacji podczas rozmów pokojowych z Palestyńczykami w Madrycie. W 1993 roku przewodził izraelskiej delegacji na międzynarodowej konferencji ds. uchodźców na Bliskim Wschodzie, która miała miejsce w Ottawie.

### Kariera polityczna
W wyborach w 1996 został wybrany posłem z listy Izraelskiej Partii Pracy. W czternastym Knesecie przewodniczył podkomisji służby zagranicznej, a także zasiadał w komisjach edukacji i kultury oraz komisji wspólnej ds. budżetu obronnego. Był też zastępczym członkiem komisji spraw zagranicznych i obrony. W kolejnych wyborach w 1999 Partia Pracy połączyła siły z partiami Meimad i Geszer tworząc koalicję Jeden Izrael. Ben Ammi uzyskał reelekcję z jej listy, a w Knesecie piętnastej kadencji zasiadał w dwóch komisjach – spraw zagranicznych i obrony oraz konstytucyjnej, prawa i sprawiedliwości. W powołanym 6 lipca 1999 rządzie Ehuda Baraka objął fotel ministra bezpieczeństwa wewnętrznego, zastępując na tym stanowisku. 2 listopada 2000 objął również, opuszczone kilka miesięcy wcześniej przez Dawida Lewiego Ministerstwo Spraw Zagranicznych. Był jednym z głównych graczy na serii izraelsko-palestyńskich konferencji pokojowych, w tym szczycie w Camp David. Na obu stanowiskach ministerialnych pozostał do czasu upadku koalicji i zakończenia misji premiera przez Baraka – 7 marca 2001. W kolejnym rządzie następcami Ben Ammiego w kierowanych przez niego resortach zostali odpowiednio Uzzi Landau i Szimon Peres. 11 sierpnia 2002 Ben Ammi zrezygnował z zasiadania parlamencie, mandat objął po nim Orit Noked.

### Późniejsze lata
Został wiceprzewodniczącym założonego w Madrycie Toledo International Center for Peace. W 2006 rozpoczął współpracę jako publicysta z Project Syndicate. Współpracował także z The Huffington Post i Politico.

## Życie prywatne
Jest żonaty, ma troje dzieci.
Zna angielski, hiszpański i francuski.

## Publikacje
Lista publikacji:
- The Origins of the Second Republic in Spain (1978)
- Fascism from Above (1978)
- Spain between Dictatorship and Democracy (1980)
- Italy between Liberalism and Fascism (1986)
- Anatomia de una Transicion (1990)
- Scars of War, Wounds of Peace: The Israeli-Arab Tragedy (2007)